# Madrassa du sultan An-Nâsir Muhammad
La madrassa du sultan An-Nâsir Muhammad est une madrassa et un mausolée du sultan mamelouk An-Nâsir Muhammad ben Qalâ'ûn au Caire en Égypte. L’édifice fut commencé par le sultan Kitbugha et complété sous le sultan An-Nâsir Muhammad ben Qalâ'ûn.
L’historien Ahmad al-Maqrîzî décrit ce monument.

## Voir également
- Architecture mamelouke

## Référence
- (en) D. Behrens-Abouseif, Cairo of the Mamluks, Ed. I.B.Tauris, 2007, p. 152-155.